# Draconarius tubercularis
Draconarius tubercularis là một loài nhện trong họ Amaurobiidae.
Loài này thuộc chi Draconarius. Draconarius tubercularis được Yajun Xu & S. Q. Li miêu tả năm 2007.